# Kanton Montauban-1
Kanton Montauban-1 is een kanton van het Franse departement Tarn-et-Garonne. Kanton Montauban-1 maakt deel uit van het arrondissement Montauban en telde 20.067 inwoners in 2020.

## Gemeenten
Het kanton Montauban-1 omvatte tot 2014 de volgende gemeenten:
- Lamothe-Capdeville
- Montauban (deels, hoofdplaats)
- Villemade

Na de herindeling van de kantons bij decreet van 27 februari 2014, met uitwerking op 22 maart 2015, omvat het kanton enkel nog een westelijk deel van Montauban.